# Exeter City F.C.
Câu lạc bộ bóng đá Exeter City là một câu lạc bộ bóng đá đến từ Exeter, Devon, Anh. Đội bóng thi đấu ở League One, cấp độ 4 trong hệ thống các giải bóng đá Anh. Với biệt danh là "The Grecians", nguồn gốc của nó là chủ đề của nhiều suy đoán và tranh luận. Câu lạc bộ thuộc sở hữu của những người ủng hộ câu lạc bộ thông qua Exeter City Supporters' Trust. Câu lạc bộ tổ chức các trận đấu Derby West Country với một số đội, với Plymouth Argyle là đối thủ khốc liệt nhất.
Exeter City được thành lập vào năm 1904 và bắt đầu thi đấu tại St James Park cho đến hiện tại. Đội gia nhập Division One của Southern League inăm 1904. Sau chuyến du đấu đến Nam Mỹ vào năm 1914 để nâng cao nhận thức về bóng đá ở châu lục này, câu lạc bộ trở thành đội đầu tiên th đấu một trận với đội tuyển quốc gia đến từ Brasil. Do đó, City và đội bóng Brasil Fluminense hiện cũng là những câu lạc bộ đối tác. Exeter đã được mời để giúp tạo ra Football League Third Division năm 1920. Đội được bổ nhiệm vào Third Division South vào năm tiếp theo và giành Third Division South Cup năm 1934. Đội vẫn ở trong hạng đấu cho đến khi trở thành thành viên sáng lập của Fourth Division năm 1958. Đội giành quyền thăng hạng vào mùa giải 1963-64, phải xuống hạng chỉ sau hai mùa giải. Đội lại được thăng hạng khỏi Fourth Division vào cuối mùa giải 1976-77 và cố gắng ở lại Third Division trong bảy mùa giải trước khi bị xuống hạng vào năm 1984.
Exeter giành chức vô địch giải đấu đầu tiên trong mùa giải 1989-90 season, thăng hạng với tư cách là nhà vô địch Fourth Division dưới sự dẫn dắt của Terry Cooper. Xuống hạng vào năm 1994, đội mất vị trí Football League vào cuối mùa giải 2002-03. Đội đã trải qua năm mùa giải tại Conference, và phục hồi sau thất bại trong trận chung kết play-off 2007 để giành quyền thăng hạng khỏi vòng play-off năm sau. Huấn luyện viên Paul Tisdale đã xây dựng thành công này bằng cách giành quyền thăng hạng khỏi League Two mùa giải 2008-09 và Exeter tồn tại trong ba mùa giải ở League One. Trở lại League Two năm 2012, đội đã để thua trong các trận chung kết play-off vào các năm 2017, 2018 và 2020.

## Lịch sử

### Lịch sử ban đầu

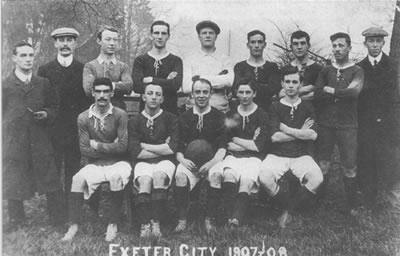
Bức ảnh chụp tập thể của Exeter City mùa giải 1907-08

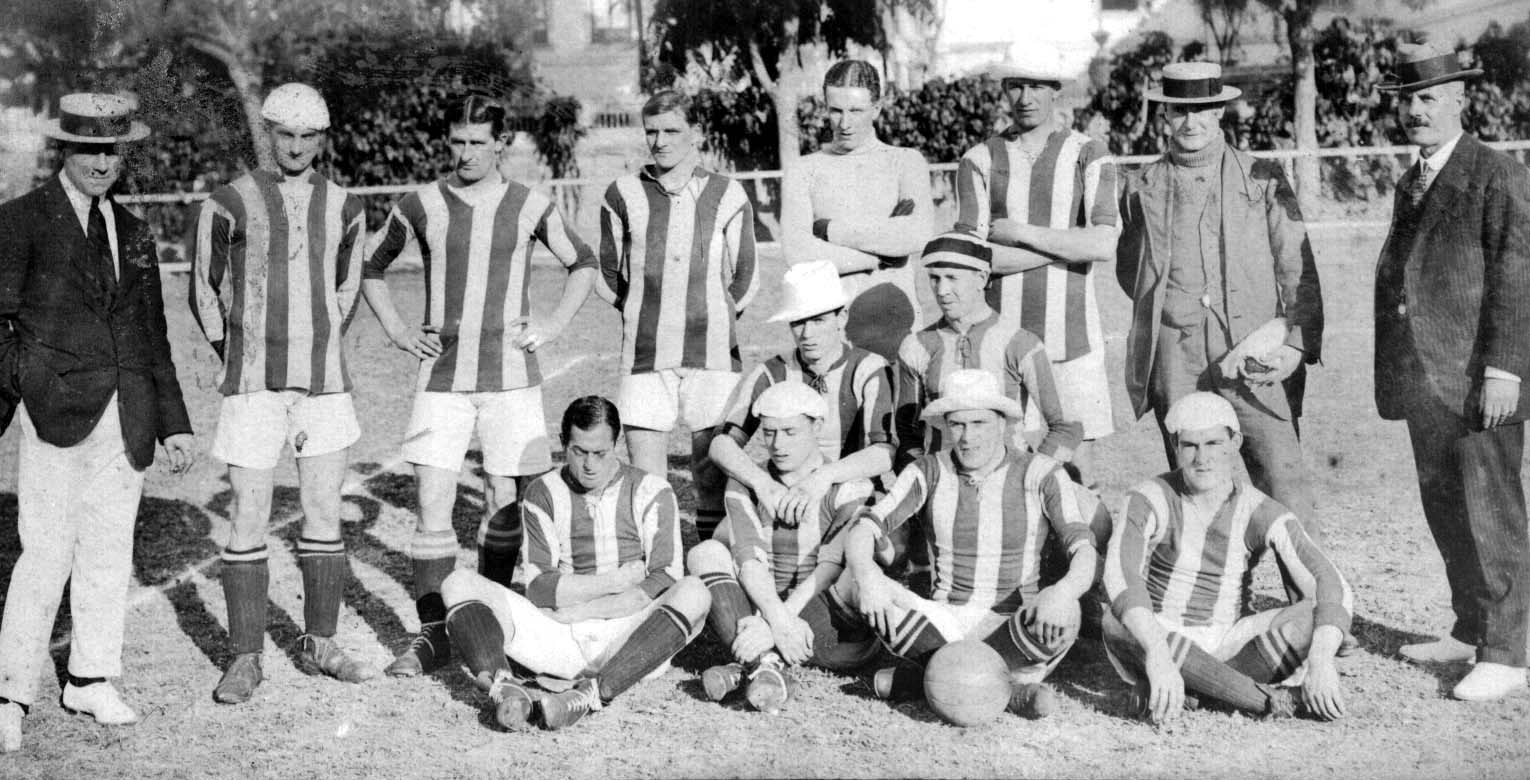
Đội bóng thi đấu với đội tuyển quốc gia Brasil năm 1914.

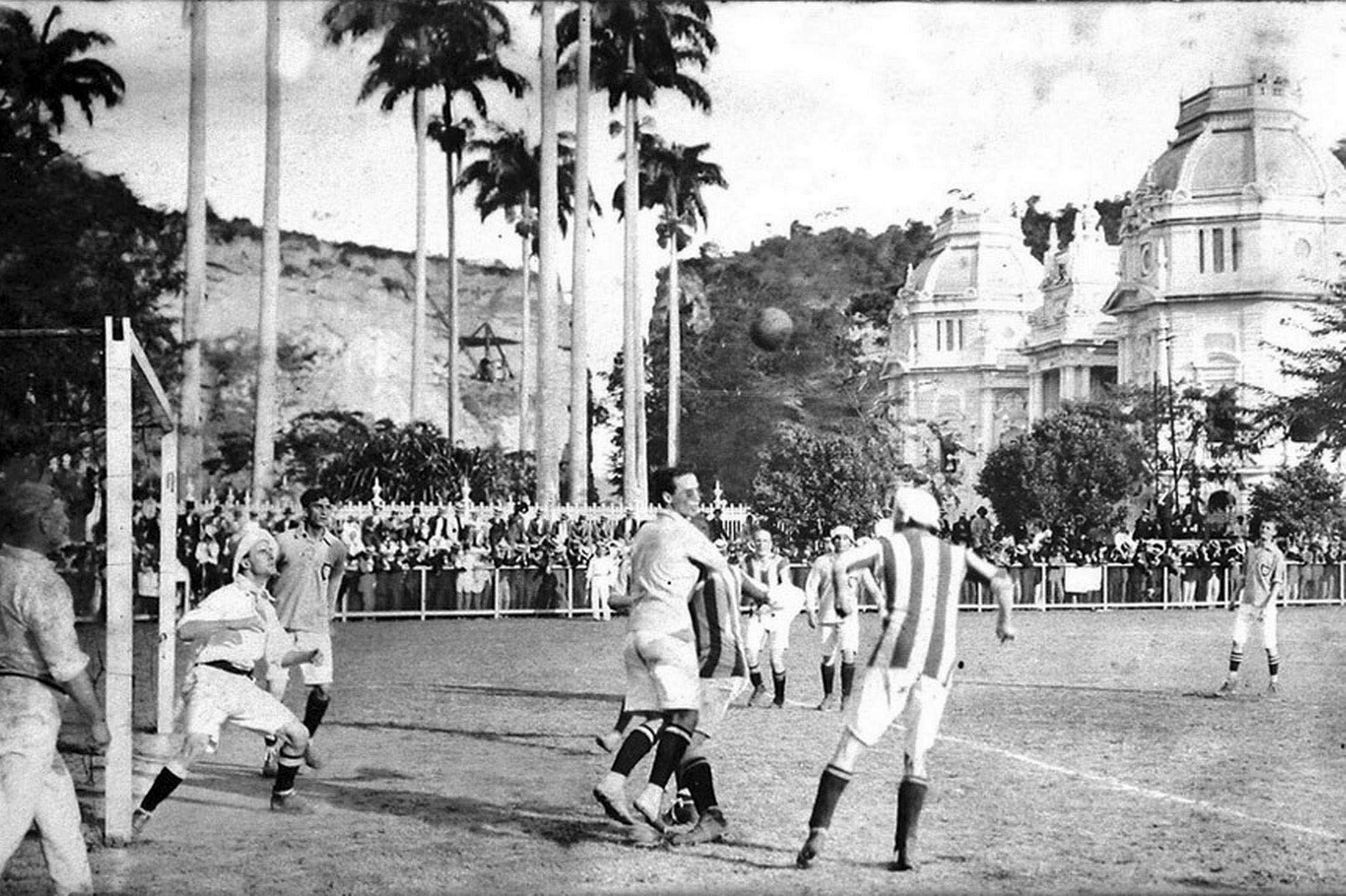
Một trận đấu của Exeter City ở Rio de Janeiro trong tour du đấu Nam Mỹ năm 1914.

Exeter City F.C. được thành lập từ hai câu lạc bộ tiền thân là Exeter United F.C. và St Sidwell's United. Exeter United là một câu lạc bộ bóng đá từ Exeter, Devon, đã chơi từ năm 1890 đến 1904. Năm 1904, Exeter United để thua 3-1 trước đối thủ địa phương St Sidwell's United và sau trận đấu, hai câu lạc bộ đã đồng ý trở thành một. Đội bóng mới lấy tên là 'Exeter City' và tiếp tục thi đấu trên sân của Exeter United, St James Park, nơi Exeter City vẫn thi đấu cho đến ngày nay. Exeter United được thành lập từ đội cricket cùng tên và là một trong những đội bóng đá đầu tiên có biệt danh 'United'. St Sidwell's United (còn được gọi là St Sidwell's Wesleyans và St Sidwell's Old Boys) là một câu lạc bộ được thành lập từ những người thường xuyên lui tới Foresters Inn ở Sidwell Street, Exeter, mặc dù ngôi nhà chung luôn được gọi là Drum and Monkey. Đội chơi với màu cũ là xanh lục và trắng của St Sidwell.
Vào ngày 10 tháng 9 năm 1904, Exeter City chơi trận đấu đầu tiên, với chiến thắng 2-1 tại St James trước Khẩu đội Pháo binh Hoàng gia số 110, trong East Devon League. Số lượng khán giả tham dự là 600 người và bàn thắng quyết định được ghi bởi Sid Thomas, người đã phục vụ câu lạc bộ ở nhiều cương vị khác nhau trong 70 năm. City đứng đầu giải East Devon League với 11 trận thắng, hai trận hòa, một thất bại trong mùa giải đầu tiên của mình, và chuyển sang giải Plymouth & District League trong ba mùa giải tiếp theo.
Năm 1908, Exeter City A.F.C. trở thành công ty trách nhiệm hữu hạn. City đã trở thành một đội chuyên nghiệp toàn thời gian và đã đăng ký thành công để trở thành thành viên của Southern League, thay thế Tottenham Hotspur. Một khán đài bằng gỗ đã được dựng lên, và câu lạc bộ đã tiến hành thỏa thuận cho thuê trên sân.
Vào ngày 3 tháng 10 năm 1908, City có được kỷ lục trận thắng đậm nhất Cúp FA: Exeter City 14-0 trước Weymouth. Trận đấu diễn ra ở Vòng loại thứ nhất. James 'Daisy' Bell đã ghi được sáu bàn thắng, và 10 trong số 14 bàn thắng của Exeter đến trong hiệp một.
City đổi sang màu hiện tại là đỏ và trắng vào năm 1910. Đó là sau khi có một khởi đầu không tốt cho mùa giải (chỉ có hai trận thắng trong tổng số 11 trận). City đã từ bỏ trang phục màu trắng và xanh được cho là không may mắn của mình, và lần đầu tiên xuất hiện trong trang phục áo sọc đỏ trắng trên sân nhà trước West Ham United vào ngày 12 tháng 11. Kết quả của trận đấu là hòa 0-0, nhưng câu lạc bộ đã giành được 5 chiến thắng liên tiếp trong tháng 12 và sự thay đổi màu sắc vẫn còn.
City đã thực hiện một chuyến du lịch lịch sử đến Nam Mỹ vào năm 1914, trong thời gian đó, đội đã chơi 8 trận đấu với các đội Argentina và Brasil. Đội tuyển quốc gia Brasil được cho là chơi trận đầu tiên với City vào ngày 21 tháng 7, tại Sân vận động Laranjeiras, Rio de Janeiro, sân nhà của Fluminense Football Club. TKết quả của trận đấu không thống nhất, với một số nguồn tin cho rằng City thua 2-0, trong khi những người khác cho rằng hòa 3-3. Đó là trận đấu cuối cùng của chuyến du đấu, với 5 trận thắng, 1 trận hòa và 2 trận thua. Trận thua duy nhất khác là trong một trận đấu bắt đầu 12 giờ sau khi các cầu thủ xuống thuyền.
Exeter City được Football League mời trở thành thành viên sáng lập của Third Division năm 1920.

### Football League (1920-2003)

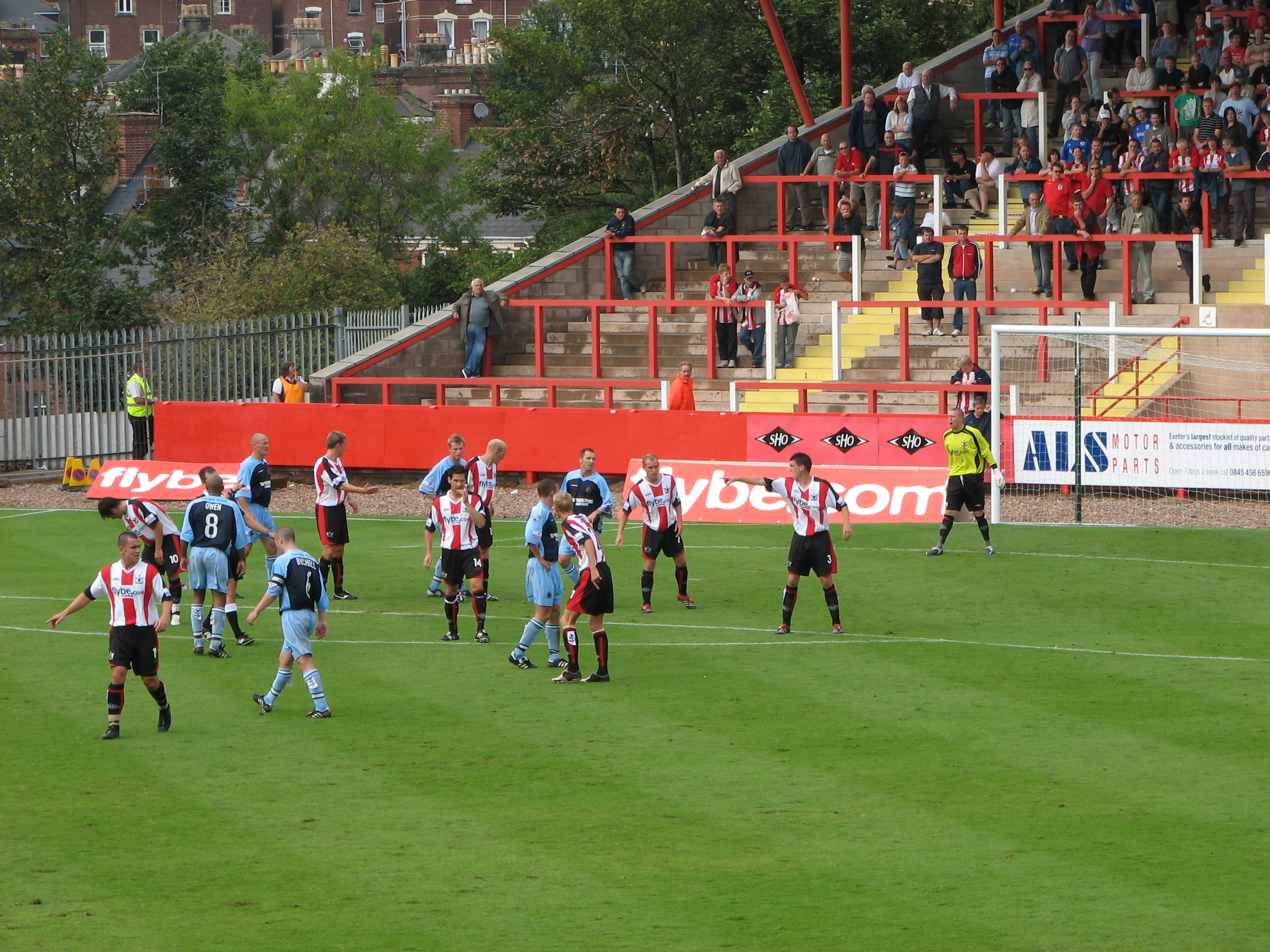
Exeter City với Altrincham, trận đấu ở Conference National diễn ra vào ngày 19 tháng 8 năm 2006.

Trận đấu đầu tiên trong lịch sử của City tại Football League diễn ra vào thứ Bảy ngày 28 tháng 8 năm 1920, khi Brentford là đội khách đến St James Park. Exeter thắng 3-0.
Năm 1931, City lọt vào vòng Sáu Cúp FA, thất bại trong trận đá lại 4-2 trước Sunderland trước cổng sân nhà lớn nhất từ trước đến nay. 50 năm sau, City lại lọt vào vòng Sáu, nhưng để thua 2-0 trước đội vô địch cuối cùng là Tottenham Hotspur. Trước đó Exeter đã hạ gục Newcastle United với tỷ số 4-0 sau trận đấu với Leicester City ở vòng đấu trước.
Trong mùa giải 1963-64, City có lần đầu tiên thăng hạng, lên đến Division Three. Tuy nhiên, City đã xuống hạng chỉ hai mùa giải sau đó. Mãi đến năm 1977, đội mới trở lại Division Three, dưới sự dẫn dắt của Bobby Saxton.
Cuối những năm 1970 và đầu những năm 1980 được coi là mùa giải thành công nhất của City ở Third Division, bao gồm vị trí thứ 8 trong các năm 1979-80 và chuỗi thi đấu Cúp FA vào mùa giải tiếp theo. Các cầu thủ ngôi sao bao gồm Tony Kellow, John Delve và David Pullar.
Danh hiệu quan trọng duy nhất của City cho đến nay là giải Fourth Division Championship mà đội giành được vào năm 1990. Trong mùa giải đó, City đã thắng 20 trận tại St James Park, và bất bại trong 31 trận sân nhà, bao gồm cả trận hòa kịch tính trước Norwich City ở vòng Ba Cúp FA và Sunderland ở vòng Bốn League Cup, cả hai đều có bàn gỡ hòa muộn cho đội khách.
Tiếp đà thăng hoa đó, City hiếm khi tỏa sáng ở tuyến trên. Sự ra đi của huấn luyện viên Terry Cooper cùng những nhân tố chủ chốt như Shaun Taylor, Richard Dryden, Clive Whitehead, Brian McDermott và Steve Neville khiến huấn luyện viên mới Alan Ball phải nhặt nhạnh. Có một số thành công dưới thời nhà cựu vô địch World Cup — bao gồm chiến thắng cả hai trận trước đối thủ địa phương Plymouth trong trận derby đầu tiên của các câu lạc bộ trong một thập kỷ vào mùa giải 1992-93—nhưng Ball rời đến Southampton vào tháng 1 năm 1994 và Cooper trở lại đã không thể cứu Exeter khỏi bị rớt hạng.
Trở lại giải hạng dưới, City đã phải vật lộn trong gần một thập kỷ, khi chủ tịch Ivor Doble đưa câu lạc bộ đến sự phá sản và bắt đầu một chuỗi sự kiện dẫn đến việc bán sân của câu lạc bộ. Vào tháng 11 năm 1994, câu lạc bộ gần như ngừng hoạt động và bán sân vận động của mình cho Beazer Homes với số tiền 650.000 bảng Anh, nhưng vẫn có thể ở lại đó sau khi hội đồng địa phương tiếp quản. Sau gần hai năm trên bờ vực đóng cửa, câu lạc bộ đã rời khỏi quản lý vào ngày 1 tháng 8 năm 1996, mặc dù những vấn đề trên sân còn lâu mới kết thúc.
Năm 2003, City đứng thứ 23 ở Division Three và bị xuống hạng ở Conference National; Exeter là câu lạc bộ đầu tiên tự động xuống hạng mà không xếp cuối giải. City đã thắng trận cuối cùng trước Southend United với tỷ số 1-0, nhưng vẫn phải xuống hạng khi chiến thắng của Swansea Citytrước Hull City khiến The Grecians thiếu một điểm để vào nhóm an toàn.

### Kỉ nguyên Conference (2003-2008)
Sau khi xuống hạng tại Conference, câu lạc bộ được tiếp quản bởi Exeter City Supporters' Trust, mua cổ phần đa số vào ngày 5 tháng 9 năm 2003. Vào tháng 5 năm 2007, hai trong số các Giám đốc phụ trách trong mùa giải 2002-2003 đã bị kết tội giao dịch gian lận tại câu lạc bộ, John Russell nhận án tù và Mike Lewis nhận án phục vụ cộng đồng.
Nợ vài triệu bảng Anh và không có nhà đầu tư lớn nào trong tầm mắt, Trust đã giữ cho câu lạc bộ tiếp tục các hoạt động gây quỹ giữa những người ủng hộ có thứ hạng và hồ sơ. Những tranh cãi pháp lý phức tạp với cả Cơ quan thu nhập nội địa và cơ quan quản lý bóng đá có nghĩa là mùa giải đầu tiên của đội bóng không thuộc giải đấu của City bị cản trở bởi sự không chắc chắn bên ngoài sân cỏ. Yêu cầu bồi thường cuối cùng đã được bãi bỏ vào tháng 6 năm 2004.
Vào năm 2004, một Thỏa thuận Tự nguyện cho các Chủ nợ (CVA) đã được đưa ra để giảm các khoản nợ của câu lạc bộ. Thông qua kế hoạch "Red or Dead" của câu lạc bộ, hàng trăm người hâm mộ cam kết mỗi người ít nhất 500 bảng để tài trợ cho các khoản trả nợ CVA, nhưng Cúp FA đã chứng minh là sự thúc đẩy thu nhập mà The Grecians cần, khi City bị Manchester United trên sân khách ở vòng Ba Cúp FA. City hòa 0-0 tại Old Trafford vào tháng 1 năm 2005, kiếm được 653.511 bảng Anh là phần doanh thu của City từ 67.511 khán giả.  Thu nhập thêm từ trận đấu lại trên truyền hình - thắng 2-0 trước United—cùng với việc gây quỹ liên tục và công việc không được trả lương từ những người ủng hộ câu lạc bộ đã giúp câu lạc bộ trả được nợ và CVA đã được xóa vào tháng 12 năm 2005.
Năm 2004 cũng là năm kỷ niệm một trăm năm của câu lạc bộ. Vào tháng 5 năm 2004, một trận đấu giao hữu được tổ chức với đội chủ nhà Brasil tại St James Park, kỷ niệm chuyến du đấu Nam Mỹ của City vào năm 1914. Đội Brasil, với những cầu thủ đáng chú ý như Careca và Dunga, đã giành chiến thắng 1-0.

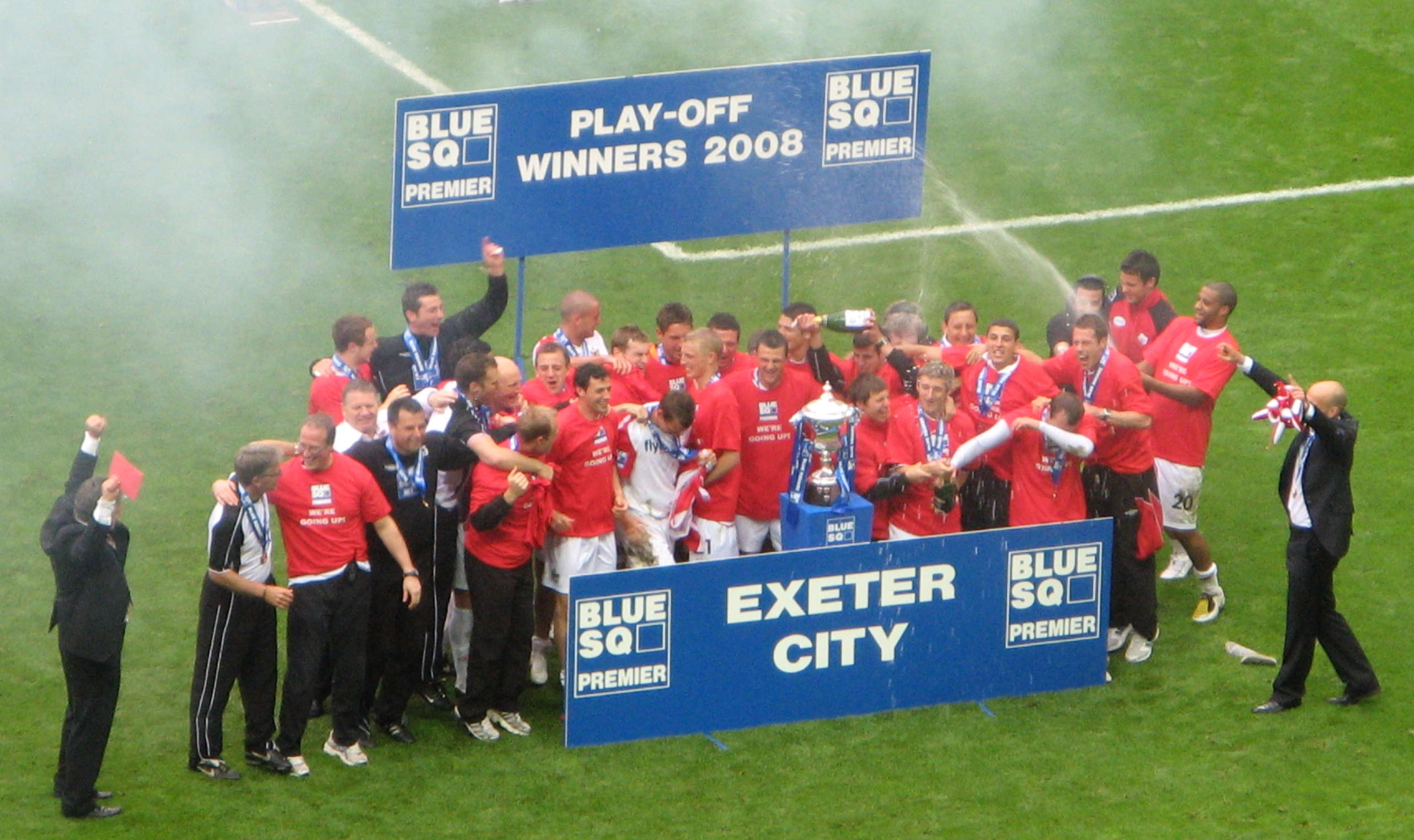
Đội Exeter ăn mừng sau chiến thắng trong trận chung kết play-off Conference National 2008.

Đội một của City kết thúc mùa giải 2006-07 ở vị trí thứ năm, đủ điều kiện tham dự vòng play-off. Sau khi đánh bại Oxford United trên chấm luân lưu ở trận bán kết, City gặp Morecambe tạiWembley trong trận chung kết, và thua 2-1 dù đã dẫn trước từ rất sớm.
Exeter lọt vào trận chung kết play-off ở mùa giải tiếp theo; lần này Exeter có vẻ như sẽ bị loại khỏi vòng play-off sau khi thua trận bán kết lượt đi trên sân nhà trước đối thủ địa phương Torquay United với tỷ số 2-1, nhưng đã trở lại để giành chiến thắng ở trận lượt về với tỷ số 4-1 với 3 bàn thắng. 20 phút cuối. Trong trận chung kết, Exeter gặp Cambridge United trước một lượng khán giả play-off Conference kỷ lục là 42.511 người, giành chiến thắng 1-0 nhờ bàn thắng của Rob Edwards, và giành quyền thăng hạng lên League Two.

### Trở lại Football League (2008-nay)

#### League Two (2008-2009)
Câu lạc bộ tiếp nối thành công của mình tại Conference bằng cách kết thúc với vị trí á quân trước Brentford ở League Two. Bàn thắng của Richard Logan đã giúp Exeter giành quyền thăng hạng lên League One với chiến thắng 1-0 trên sân khách trước Rotherham United vào ngày cuối cùng của mùa giải.

#### League One (2009-2012)
2009-2010 là mùa giải thứ 45 của Exeter ở giải hạng ba của bóng đá Anh. Đội đã chơi nhiều mùa giải ở hạng ba hơn bất kỳ câu lạc bộ nào chưa từng lọt vào hai hạng đầu. Đội sống sót sau mùa giải đầu tiên ở cấp độ này trong 16 năm bằng một điểm; bàn thắng ở phút 82 của Ryan Harley vào lưới Huddersfield Town vào ngày cuối cùng của mùa giải đã chứng kiến Exeter vượt qua đội lên hạng với tỷ số 2-1 và khiến Gillingham xuống hạng.
Câu lạc bộ phải trải qua một thảm kịch vào ngày 10 tháng 8 năm 2010, vài ngày sau khi bắt đầu mùa giải 2010-11, khi tiền đạo Adam Stansfield qua đời vì bệnh ung thư ở tuổi 31. Do đó, trận đấu tiếp theo của họ với Dagenham & Redbridge vào ngày 14 tháng 8 đã bị hoãn lại như là một biểu hiện của sự tôn trọng. Tuy nhiên, Exeter đã hồi phục tốt và đứng thứ 8 trong giải đấu mùa đó, kém một điểm so với suất play-off.
Tiếp theo một mùa giải mạnh mẽ như vậy, hy vọng rất cao cho mùa giải 2011-12, nhưng phong độ kém trên sân khách (với chỉ hai trận thắng trên sân khách cả mùa) đã khiến Exeter xuống hạng League Two. Việc xuống hạng được xác nhận vào ngày 28 tháng 4 năm 2012, sau thất bại 4-1 trước Carlisle United.

#### League Two (2012-nay)

Biểu đồ thành tích của Exeter City ở Football League.

Câu lạc bộ vẫn thuộc sở hữu của người hâm mộ, thông qua Exeter City Supporters Trust. Trong mùa giải 2012-2013 chứng kiến Exeter có một mùa giải thành công không đáng kể, trải qua mùa giải đi lên và đi xuống nửa trên của mùa giải từ vị trí thứ nhất xuống thứ 10. Exeter lập kỷ lục mới của câu lạc bộ về số trận thắng trên sân khách trong một mùa giải duy nhất, thắng 11 trong số 23 trận đấu xa nhà. City có một trong những tỷ lệ thắng sân khách cao nhất trong mùa giải, tuy nhiên phong độ sân nhà đáng thất vọng khiến họ rơi vào vị trí đá playoff chỉ để chứng kiến chuỗi trận cuối mùa kém cỏi khiến họ rơi xuống vị trí thứ 10; bất chấp việc thăng hạng tự động trước đó và sau đó được khẳng định lại tham vọng playoff. Tisdale cho rằng chấn thương là nguyên nhân khiến City bỏ lỡ trận play-off.
Vào cuối mùa giải 2012-13, kinh phí eo hẹp và thiếu thu nhập dẫn đến việc cắt giảm đội hình đáng tiếc với ông chủ Paul Tisdale phải ra đi: Jamie Cureton, cầu thủ ghi bàn hàng đầu của mùa giải cuối cùng ghi hơn 21 bàn thắng và mùa giải năm 2010 (với số liệu thống kê tương tự); Guillem Bauzà, Kevin Amankwaah, không thể gia hạn hợp đồng của mình bất chấp tình trạng được người hâm mộ yêu thích và khả năng chơi tuyệt vời báo trước các bài hát và bài hát của người hâm mộ; Mark Molesley, dù chỉ ở đó nửa mùa giải; hợp đồng mới của Rhys Evans và sau đó là Tully đã bị rút lại do hạn chế về tài chính. Mặc dù vậy, Tisdale đã cố gắng ký hợp đồng với Sam Parkin vàDoug Bergqvist.

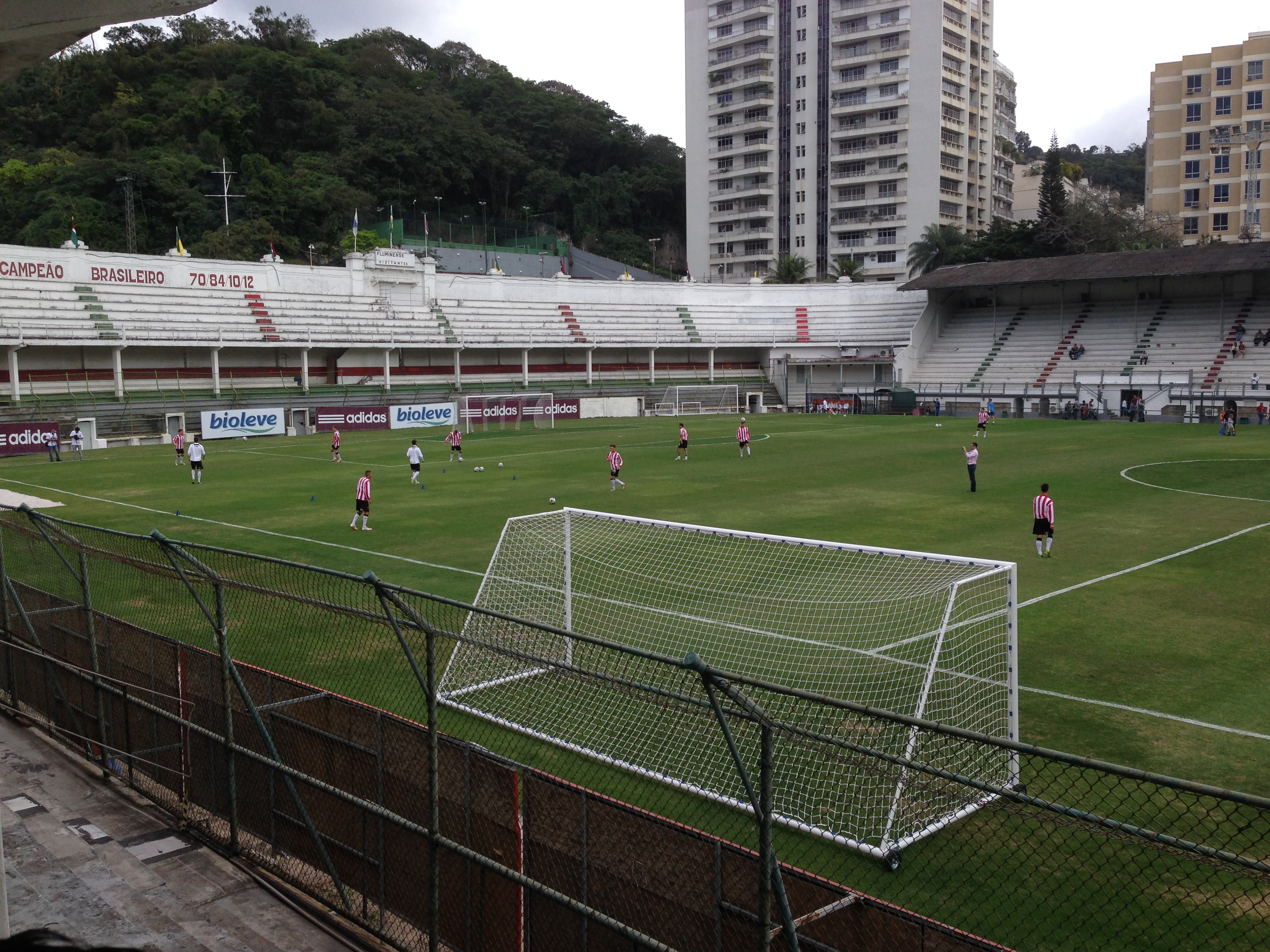
Exeter City khởi động tại Sân vận động Laranjeiras trước trận giao hữu trước mùa giải với U-23 Fluminense năm 2014.

Trong mùa giải 2013-14, Exeter tham gia Football League Two và Football League Cup, nhưng đã bị loại ở Vòng Một trước Queens Park Rangers. Ở Cúp FA, Exeter City đã bị Peterborough United hạ gục ở Vòng Một. Trong mùa giải League Two, Exeter đứng thứ 16.
Trước mùa giải, sau trận thua 0-1 trước Reading, câu lạc bộ đã có chuyến du đấu ngắn ngày tại Brazil để kỷ niệm 100 năm kể từ khi thi đấu với đội tuyển quốc gia Brasil. Exeter hòa 0-0 trước U-23 Fluminense và sau đó đánh bại Tupi và Câu lạc bộ Cricket Rio lần lượt 2-1 và 3-1. Exeter  kết thúc giai đoạn trước mùa giải với thất bại 0-2 trên sân nhà trước Swansea City và Torquay United.
Các trận mở màn của Exeter City trong mùa giải 2014-15 là trận hòa 1-1 trước Portsmouth ở League Two và sau đó là trận thua 0-2 trước Bournemouth tại Football League Cup. Cả hai trận đấu đều diễn ra tại St James Park. Trong Cúp FA 2014-15 ở vòng Một, đội đã bị Warrington Town đánh bại 1-0 trên sân khách, một câu lạc bộ kém hơn 100 bậc vào thời điểm hiện tại trong mùa giải. Trận đấu cũng được phát sóng trực tiếp trên BBC Two. The Grecians đứng thứ 10 tại League Two trong mùa giải 2014-15, trận play-off thăng hạng của họ chỉ kém trong trận chung kết vài tuần.
City kết thúc ở vị trí thứ 14 trong mùa giải 2015-16, một mùa giải bao gồm trận hòa 2-2 đáng nhớ trước Liverpool ở Premier League tại Cúp FA.
Trong mùa giải 2016-17, City khởi đầu tệ hại, và xếp cuối bảng vào tháng 11. Tuy nhiên, sự thay đổi về mặt phong độ đã giúp Exeter đứng thứ 5 trên bảng xếp hạng và giành được một suất đá playoff. Sau trận hòa 3-3 đầy gay cấn ở trận bán kết lượt đi trên sân Carlisle, trận lượt về với tỷ số 2-2, coi như định mệnh phải đi đến hiệp phụ. Nhưng ở phút 95, cú sút xa bằng chân yếu ớt của Jack Stacey đã đưa Exeter vào chung kết, giúp họ có một suất ở Wembley. Trận chung kết diễn ra vào ngày 28 tháng 5, và Exeter đối đầu với Blackpool. Hy vọng thăng hạng của họ tan tành khi họ để thủng lưới trong vòng 3 phút, và dù gỡ hòa nhưng cuối cùng City vẫn thua ngược 2-1.
Sau thất bại trong trận chung kết play-off, Exeter bắt đầu mùa giải 2017-18 bất bại sau 5 trận, đáng chú ý là đánh bại Cheltenham trong một trận đấu kịch tính có 7 bàn thắng.
Vào ngày 1 tháng 6 năm 2018, Exeter thông báo rằng, sau 12 năm làm huấn luyện viên, Paul Tisdale đã quyết định không ký hợp đồng mới với câu lạc bộ, đồng thời thông báo rằng Matt Taylor, cựu đội trưởng và huấn luyện viên đội U-23, đã được bổ nhiệm làm huấn luyện viên.

## Biệt danh
Câu lạc bộ có biệt danh là The Grecians, một cái tên có nguồn gốc vẫn là chủ đề của nhiều đồn đoán.
Một gợi ý là vào năm 1908 câu lạc bộ đã bỏ phiếu cho cái tên này vì liên kết với giáo xứ St Sidwells. Trong lịch sử, những người sống ở giáo xứ St Sidwells được cho là "người Greeks" ("người Hy Lạp") hoặc "người Grecians". Điều này có thể là do vị trí của giáo xứ bên ngoài các bức tường thành phố. Ví dụ, trong sử thi Iliad của Homer,quân Hy Lạp đã vây hãm các bức tường thành Troy.
Tuy nhiên, có lẽ hợp lý hơn, hiệp hội này nảy sinh vì sự cạnh tranh giữa các chàng trai thành phố và những người ở St Sidwells trong suốt quá trình đánh bại giới hạn hàng năm.
Người ta cũng gợi ý cái tên bắt nguồn từ một nhóm trẻ em ở St Sidwells được gọi là 'Greasy Un's'. Một khả năng khác là nó bắt nguồn từ một cửa hàng bán đồ trang sức ở phố Sidwell, sát mặt đất, nơi có treo một chiếc đồng hồ bên ngoài hiển thị tên 'Grecians' trên mặt.
Tuy nhiên, một giả thuyết khác cho rằng đó là sự tham nhũng của Caerwysg, tên tiếng Wales của Exeter (Caer = pháo đài, Wysg = Exe - pháo đài trên sông Exe, tương tự như Cornish Karesk). Vì vậy, các công dân có thể được biết đến với cái tên Caer Iscuns và có thể đột biến thành người Grecianss.

## Cổ động viên và kình địch

### Cổ động viên nổi tiếng
Những người hâm mộ nổi tiếng bao gồm thủ lĩnh Coldplay là Chris Martin, Adrian Edmondson, Mark Nicol, Noel Edmonds, vận động viên bơi lội Liam Tancock, và tay trống Alan Sharland của Hoosiers. Ca sĩ Joss Stone đã đăng ký với tư cách là một thành viên của Supporter Trust, được giới thiệu với người hâm mộ trên sân như một thành viên mới trong trận đấu tại League Cup với Liverpool.
Năm 2002, ca sĩ nhạc pop Michael Jackson được bổ nhiệm làm giám đốc danh dự của Exeter City. Anh đến thăm St James Park với người bạn nổi tiếng Uri Geller, người cũng là đạo diễn. Phi hành đoàn của HMS Defender (D36) cũng nhận Exeter City làm đội chủ nhà và sử dụng trang phục của đội khi thi đấu.

### Mối kình địch
Một cuộc khảo sát được thực hiện bởi Football Fans Census năm 2003 cho thấy những người ủng hộ Exeter City coi đối thủ chính của họ là Plymouth Argyle. Hai câu lạc bộ gặp nhau lần đầu tiên trong một trận đấu cạnh tranh vào năm 1908 khi cả hai bên đều ở Southern League, và có những trận đấu tranh chấp không liên tục trong lịch sử của họ do Plymouth Argyle thường ở một hạng đấu cao hơn. Những người ủng hộ cũng chia sẻ mối quan hệ thân thiện hơn với Torquay United, một câu lạc bộ mà những người ủng hộ coi Exeter là đối thủ chính của họ. Hai câu lạc bộ gần nhau hơn về mặt địa lý và đã gặp nhau thường xuyên hơn trong lịch sử tương ứng của họ, lần đầu tiên chơi một trận đấu cạnh tranh vào năm 1927 sau khi Torquay được bầu vào the Football League. Các trận đấu giữa ba câu lạc bộ được gọi là trận derby Devon. Bất chấp sự cạnh tranh trên sân, Torquay đã giúp Exeter trong những khó khăn tài chính của họ năm 2003 bằng cách miễn các khoản thu tại cửa khẩu của họ trong một trận giao hữu trước mùa giải. Cử chỉ này đã được đáp lại vào năm 2015 khi Exeter đưa cho Gulls biên lai tại cổng do Torquay gặp khó khăn về tài chính, phải đóng cửa học viện và chấm dứt hợp đồng với huấn luyện viên Chris Hargreaves.

## Cầu thủ

### Đội hình hiện tại
Tính đến 1 tháng 9 năm 2020
Ghi chú: Quốc kỳ chỉ đội tuyển quốc gia được xác định rõ trong điều lệ tư cách FIFA. Các cầu thủ có thể giữ hơn một quốc tịch ngoài FIFA.
| Số | VT | Quốc gia    | Cầu thủ               |
| -- | -- | ----------- | --------------------- |
| 1  | TM | Anh         | Lewis Ward            |
| 2  | HV | Anh         | Jake Caprice          |
| 3  | TV | Anh         | Jack Sparkes          |
| 4  | TV | Pháp        | Nigel Atangana        |
| 6  | HV | Bắc Ireland | Rory McArdle          |
| 7  | TV | Anh         | Nicky Law             |
| 8  | TV | Wales       | Jake Taylor (captain) |
| 9  | TĐ | Anh         | Ben Seymour           |
| 10 | TV | Anh         | Archie Collins        |
| 11 | TV | Anh         | Randell Williams      |
| 12 | TĐ | Anh         | Ryan Bowman           |
| 14 | TV | Anh         | Joel Randall          |
| 15 | HV | Anh         | Tom Parkes            |
| 17 | TĐ | Anh         | Matt Jay              |
| 18 | TĐ | Anh         | Alex Fisher           |

| Số | VT | Quốc gia         | Cầu thủ        |
| -- | -- | ---------------- | -------------- |
| 20 | HV | Anh              | Lewis Page     |
| 23 | TM | Anh              | Jonny Maxted   |
| 25 | TĐ | Anh              | Nicky Ajose    |
| 26 | HV | Cộng hòa Ireland | Pierce Sweeney |
| 29 | TV | Anh              | Harry Kite     |
| 30 | TV | Anh              | Joshua Key     |
| 31 | HV | Anh              | Jordan Dyer    |
| 32 | TV | Anh              | Nelson Iseguan |
| 33 | TV | Anh              | Louis Morison  |
| 34 | HV | Anh              | Alex Hartridge |
| 36 | TV | Anh              | James Dodd     |
| 37 | TV | Anh              | Noah Smerdon   |
| 38 | TM | Anh              | Jack Arthur    |
| 41 | TV | Anh              | Will Dean      |

### Cho mượn
Ghi chú: Quốc kỳ chỉ đội tuyển quốc gia được xác định rõ trong điều lệ tư cách FIFA. Các cầu thủ có thể giữ hơn một quốc tịch ngoài FIFA.
| Số | VT | Quốc gia | Cầu thủ                                |
| -- | -- | -------- | -------------------------------------- |
| 39 | HV | Anh      | Cheick Diabate (cho mượn đến Bideford) |
| 40 | TĐ | Anh      | Lewis Wilson (cho mượn đến Bideford)   |

### Số áo không sử dụng
| Số | Cầu thủ         | Quốc tịch | Vị trí   | Ra mắt cho Exeter   | Trận đấu cuối cùng  | Ghi chú | Nguồn         |
| 9  | Adam Stansfield | Anh       | Tiền đạo | 12 tháng 8 năm 2006 | 20 tháng 3 năm 2010 | Sau cái chết của Stansfield vì ung thư đại trực tràng trong mùa giải 2010-11, câu lạc bộ đã từ bỏ chiếc áo số 9 của anh ấy trong chín mùa giải tiếp theo. Từ mùa giải 2020-21 trở đi, áo đấu sẽ do cầu thủ 'cây nhà lá vườn' mặc. | [ 77 ] [ 78 ] |

### Cựu cầu thủ nổi bật
Những cựu cầu thủ đáng chú ý bao gồm Harry Gee, người trong mùa giải 1927-28 đã có 29 lần ra sân cho câu lạc bộ và ghi được 2 bàn thắng. Anh ấy từ giã sự nghiệp chỉ sau một mùa giải ở câu lạc bộ bị gãy chân kết thúc sự nghiệp, trước đây Harry từng chơi cho đội Burnley F.C. vô địch mùa giải 1921-22. Cliff Bastin, người đã chơi chor Arsenal và đội tuyển Anh, Maurice Setters, người đã giành được huy chương vô địch Cúp FA với Manchester United năm 1963, và thủ môn Dick Pym, người sau này chơi cho Bolton Wanderers và đội tuyển Anh. Việc bán Pym cho Bolton vào năm 1921, với mức phí 5.000 bảng Anh, cho phép City mua St. James Park.
Những cầu thủ nổi tiếng khác bao gồm tiền đạo xuất sắc của thập niên 1930 Fred Whitlow, Arnold Mitchell,người đã chơi 495 trận cho City, Tony Kellow, cây săn bàn kỷ lục của City, Ian Main, thủ môn tài năng từ những năm thành công nhất của câu lạc bộ đã chết rất trẻ, Fred Binney và Darran Rowbotham itrong những năm 1980 và đầu những năm 90. Cựu cầu thủ chạy cánh người Anh, Lee Sharpe đã chơi bốn trận cho Exeter vào đầu mùa giải Division Three 2002-03, ghi được hai bàn thắng.
Cựu cầu thủ của City, George Reader đã làm trọng tài trận chung kết World Cup 1950, trở thành người Anh đầu tiên làm điều này.
David Pleat đã ghi 14 bàn cho Exeter trong khi chơi cho họ từ năm 1968 đến 1970. Ông tiếp tục quản lý một số câu lạc bộ thành công, bao gồm Tottenham Hotspur, trước khi trở thành chuyên gia truyền thông bóng đá cho ITV và Radio 5 Live.
Trong thời gian gần đây, các học viên tốt nghiệp của Học viện Exeter City Dean Moxey, George Friend, Matt Grimes và Ethan Ampadu đã tiếp tục thi đấu tại Premier League, trong khi Danny Seaborne và Elliott Frear đã trở thành những người thi đấu thường xuyên ở Scottish Premier League. Ampadu (con trai của cựu cầu thủ Arsenal và Exeter City Kwame Ampadu), cũng đã hai lần khoác áo tuyển Wales. Jamie Mackie, người đã chơi cho Grecians từ năm 2005 đến 2008, đã chơi 60 trận tại Premier League cho QPR, và đã có 9 lần khoác áo tuyển Scotland. Ollie Watkins, người khi còn ở câu lạc bộ được vinh danh là Cầu thủ trẻ xuất sắc nhất mùa giải EFL 2017, đã gia nhập Brentford in July 2017 vào tháng 7 năm 2017 với mức phí kỷ lục câu lạc bộ.
Trong một cuộc khảo sát do Professional Footballers' Association công bố vào tháng 12 năm 2007, Alan Banks được xếp vào danh sách những cầu thủ được yêu thích nhất mọi thời đại của những người hâm mộ Exeter City.

#### Đại sảnh Danh vọng
Năm 2014, Exeter City - hợp tác với Đại học Exeter, Heritage Lottery Fund, South West Heritage Trust và ECFCST History Group - đã khởi động Đại sảnh Danh vọng. Đại sảnh Danh vọng nhằm ghi nhận những thành tích và đóng góp của những 'huyền thoại chân chính' cho câu lạc bộ.
Những cầu thủ sau đã được giới thiệu vào Đại sảnh Danh vọnge:
| Năm  | Tên             | Quốc tịch        | Vị trí | Sự nghiệp thi đấu         | Số trận quốc nội | Số bàn quốc nội | Nguồn         |
| ---- | --------------- | ---------------- | ------ | ------------------------- | ---------------- | --------------- | ------------- |
| 2014 | Alan Banks      | Anh              | FW     | 1963-66, 1967-73          | 258              | 101             | [ 85 ] [ 87 ] |
| 2014 | Cliff Bastin    | Anh              | FW     | 1928-29                   | 17               | 6               | [ 85 ] [ 88 ] |
| 2014 | Reg Clarke      | Anh              | MF     | 1927-37                   | 315              | 18              | [ 85 ] [ 89 ] |
| 2014 | Dermot Curtis   | Cộng hòa Ireland | FW     | 1963-66, 1967-69          | 157              | 33              | [ 85 ] [ 90 ] |
| 2014 | Jimmy Giles     | Anh              | DF     | 1971-75, 1977-81          | 313              | 13              | [ 85 ] [ 91 ] |
| 2014 | Tony Kellow     | Anh              | FW     | 1976-78, 1980-84, 1985-88 | 332              | 129             | [ 85 ] [ 92 ] |
| 2014 | Arnold Mitchell | Anh              | MF     | 1952-66                   | 495              | 44              | [ 85 ] [ 93 ] |
| 2014 | Dick Pym        | Anh              | GK     | 1911-21                   | 203              | 0               | [ 85 ] [ 94 ] |
| 2017 | Peter Hatch     | Anh              | DF     | 1973-82                   | 346              | 18              | [ 86 ] [ 95 ] |
| 2017 | Graham Rees     | Wales            | FW     | 1954-66                   | 345              | 85              | [ 86 ] [ 96 ] |
| 2017 | Adam Stansfield | Anh              | FW     | 2006-10                   | 158              | 39              | [ 86 ] [ 97 ] |
| 2017 | Sid Thomas      | Anh              | FW     | 1904-08                   | 38               | 16              | [ 86 ] [ 98 ] |

## Nhân viên không thi đấu
Tính đến 18 tháng 7 năm 2018

### Hệ thống phân cấp
| Vị trí                                   | Tên                  |
| ---------------------------------------- | -------------------- |
| Chủ tịch câu lạc bộ và giám đốc ngoại vụ | Julian Tagg          |
| Chủ tịch ban lãnh đạo                    | Richard Pym          |
| Quản lý thương mại                       | David Clough         |
| Giám đốc                                 | Elaine Davis         |
| Giám đốc                                 | Clive Harrison       |
| Chủ tịch Exeter City Supporters Trust    | Nick Hawker          |
| Giám đốc                                 | Peter Holding        |
| Giám đốc                                 | David Lee            |
| Giám đốc tài chính                       | Keith Mason          |
| Phó giám đốc                             | McQueenie Mulholland |
| Phó giám đốc                             | Paul Morrish         |

### Ban huấn luyện
| Vị trí                                     | Tên              |
| ------------------------------------------ | ---------------- |
| Manager                                    | Matt Taylor      |
| Assistant manager                          | Wayne Carlisle   |
| First-team coach                           | Kevin Nicholson  |
| Goalkeeper coach                           | Steve Hale       |
| Strength and conditioning coach            | Connor Durbridge |
| Head of Academy Sport Science and Medicine | Jacob Staines    |
| Under-23 coach                             | Dan Green        |
| Under-18 coach                             | Chad Gribble     |
| Club secretary                             | Matthew Higgins  |
| Club doctor                                | Dr. Peter Riou   |
| First-team physio                          | Gareth Law       |
| Sports therapist                           | Dan Feasey       |
| Kit manager                                | Lou Pring        |
| Chief Scout                                | Marcus Flitcroft |

### Lịch sử quản lý
Tính đến 20 tháng 4 năm 2020
| Tên                        | Từ                        | Đến                       | Số trận | Thắng | Hòa | Thua | % Thắng | Danh hiệu/Ghi chú |
| -------------------------- | ------------------------- | ------------------------- | ------- | ----- | --- | ---- | ------- | --- |
| Không rõ                   | 1904                      | 1908                      | —       | —     | —   | —    | —       | |
| Arthur Chadwick            | ngày 1 tháng 4 năm 1908   | ngày 31 tháng 12 năm 1922 | 113     | 31    | 32  | 50   | 27.43%  | |
| Fred Mavin                 | ngày 1 tháng 1 năm 1923   | ngày 1 tháng 11 năm 1927  | 209     | 76    | 41  | 92   | 36.36%  | |
| Dave Wilson                | ngày 1 tháng 3 năm 1928   | ngày 1 tháng 2 năm 1929   | 42      | 11    | 10  | 21   | 26.19%  | |
| Billy McDevitt             | ngày 1 tháng 2 năm 1929   | ngày 30 tháng 9 năm 1935  | 295     | 117   | 66  | 112  | 39.66%  | |
| Jack English               | ngày 1 tháng 10 năm 1935  | ngày 31 tháng 5 năm 1939  | 168     | 48    | 48  | 72   | 28.57%  | |
| George Roughton            | ngày 1 tháng 8 năm 1945   | ngày 1 tháng 3 năm 1952   | 270     | 99    | 55  | 116  | 36.67%  | |
| Norman Kirkman             | ngày 1 tháng 3 năm 1952   | ngày 31 tháng 3 năm 1953  | 52      | 14    | 16  | 22   | 26.92%  | |
| Tim Ward                   | 1953                      | 1953                      | —       | —     | —   | —    | —       | |
| Norman Dodgin              | ngày 1 tháng 4 năm 1953   | ngày 30 tháng 4 năm 1957  | 199     | 62    | 50  | 87   | 31.16%  | |
| Bill Thompson              | ngày 1 tháng 5 năm 1957   | ngày 1 tháng 1 năm 1958   | 28      | 7     | 5   | 16   | 25%     | |
| Frank Broome               | ngày 1 tháng 1 năm 1958   | ngày 31 tháng 5 năm 1960  | 116     | 48    | 26  | 42   | 41.38%  | |
| Glen Wilson                | ngày 1 tháng 6 năm 1960   | ngày 30 tháng 4 năm 1962  | 97      | 27    | 24  | 46   | 27.84%  | |
| Cyril Spiers               | ngày 1 tháng 5 năm 1962   | ngày 1 tháng 2 năm 1963   | 28      | 7     | 4   | 17   | 25%     | |
| Jack Edwards               | ngày 1 tháng 2 năm 1963   | ngày 31 tháng 1 năm 1965  | 102     | 41    | 33  | 28   | 40.19%  | |
| Ellis Stuttard             | ngày 1 tháng 2 năm 1965   | ngày 1 tháng 6 năm 1966   | 66      | 16    | 19  | 31   | 24.24%  | |
| Jack Basford               | ngày 1 tháng 6 năm 1966   | ngày 30 tháng 4 năm 1967  | 50      | 15    | 16  | 19   | 30%     | |
| Frank Broome               | ngày 1 tháng 5 năm 1967   | ngày 1 tháng 2 năm 1969   | 91      | 23    | 31  | 37   | 25.27%  | Second tenure |
| Johnny Newman              | ngày 1 tháng 4 năm 1969   | ngày 21 tháng 12 năm 1976 | 377     | 138   | 98  | 141  | 36.6%   | |
| Bobby Saxton               | ngày 1 tháng 1 năm 1977   | ngày 5 tháng 1 năm 1979   | 109     | 45    | 33  | 31   | 41.28%  | |
| Brian Godfrey              | ngày 1 tháng 1 năm 1979   | ngày 1 tháng 6 năm 1983   | 240     | 88    | 57  | 95   | 36.67%  | |
| Gerry Francis              | ngày 20 tháng 7 năm 1983  | ngày 14 tháng 5 năm 1984  | 50      | 6     | 16  | 28   | 12%     | |
| Jim Iley                   | ngày 7 tháng 6 năm 1984   | ngày 30 tháng 4 năm 1985  | 47      | 13    | 14  | 20   | 27.66%  | |
| Colin Appleton             | ngày 1 tháng 5 năm 1985   | ngày 11 tháng 12 năm 1987 | 128     | 35    | 46  | 47   | 27.34%  | |
| John Delve                 | ngày 11 tháng 12 năm 1987 | ngày 8 tháng 5 năm 1988   | 27      | 4     | 9   | 14   | 14.81%  | |
| Terry Cooper               | ngày 9 tháng 5 năm 1988   | ngày 1 tháng 8 năm 1991   | 157     | 67    | 26  | 64   | 42.68%  | Fourth Division Vô địch 1989-90 |
| Alan Ball                  | ngày 6 tháng 8 năm 1991   | ngày 20 tháng 1 năm 1994  | 135     | 36    | 43  | 56   | 26.67%  | |
| Terry Cooper               | ngày 24 tháng 1 năm 1994  | ngày 31 tháng 7 năm 1995  | 69      | 14    | 16  | 39   | 20.29%  | Second tenure |
| Peter Fox                  | ngày 1 tháng 8 năm 1995   | ngày 9 tháng 1 năm 2000   | 235     | 69    | 70  | 96   | 29.36%  | |
| Noel Blake                 | ngày 10 tháng 1 năm 2000  | ngày 24 tháng 9 năm 2001  | 86      | 20    | 24  | 42   | 23.26%  | |
| John Cornforth             | ngày 24 tháng 9 năm 2001  | ngày 6 tháng 10 năm 2002  | 54      | 17    | 14  | 23   | 31.48%  | |
| Eamonn Dolan               | ngày 6 tháng 10 năm 2002  | ngày 17 tháng 10 năm 2002 | 1       | 0     | 1   | 0    | 0%      | Caretaker Manager |
| Neil McNab                 | ngày 17 tháng 10 năm 2002 | ngày 25 tháng 2 năm 2003  | 26      | 6     | 8   | 12   | 23.08%  | |
| Gary Peters                | ngày 25 tháng 2 năm 2003  | ngày 24 tháng 5 năm 2003  | 13      | 5     | 5   | 3    | 38.46%  | |
| Eamonn Dolan               | ngày 9 tháng 6 năm 2003   | ngày 7 tháng 10 năm 2004  | 62      | 26    | 19  | 17   | 41.94%  | |
| Steve Perryman Scott Hiley | ngày 7 tháng 10 năm 2004  | ngày 18 tháng 10 năm 2004 | 2       | 0     | 2   | 0    | 0%      | Joint Caretaker Managers |
| Alex Inglethorpe           | ngày 18 tháng 10 năm 2004 | ngày 25 tháng 6 năm 2006  | 89      | 44    | 16  | 29   | 49.44%  | FA Trophy Semi-finalists: 2005-06 |
| Paul Tisdale               | ngày 26 tháng 6 năm 2006  | ngày 1 tháng 6 năm 2018   | 626     | 241   | 159 | 226  | 38.50%  | Conference National Chung kết: 2006-07 Conference National Play-off Vô địch: 2007-08 League Two Á quân: 2008-09 League Two Manager of the Year: 2009 Football League Trophy Chung kết: 2010-11 League Two Chung kết: 2016-17, 2017-18 |
| Matt Taylor                | ngày 1 tháng 6 năm 2018   | Present                   | 102     | 45    | 29  | 28   | 44.1%   | |

## Chủ tịch
Sau đây là các chủ tịch của câu lạc bộ:
| 1904-05   | C Fey                                     |
| 1905-06   | Edgar Vincent, Tử tước thứ nhất D'Abernon |
| 1906-08   | William Fenwick                           |
| 1907      | F H Gardner                               |
| 1908-10   | Captain F J Harvey                        |
| 1910-36   | Michael J. McGahey                        |
| 1936-42   | Colonel Frederick Joseph Collymore Hunter |
| 1945-1957 | Sidney H Thomas                           |
| 1957-1959 | Albert Stanley Line                       |
| 1959-1961 | George Gillin                             |
| 1961-67   | Reg Rose                                  |
| 1967-70   | Leslie Kerslake                           |
| 1970-74   | Fred Dart                                 |
| 1974-82   | Gerald Vallance                           |
| 1982-1985 | Clifford Hill                             |
| 1985      | Byron Snell                               |
| 1985-2002 | Ivor Doble                                |
| 2002-03   | John Lewis †                              |
| 2002-03   | Uri Geller †                              |
| 2003-06   | Dr David Treharne                         |
| 2006-10   | Denise Watts                              |
| 2010-14   | Edward Chorlton OBE                       |
| 2014-     | Julian Tagg                               |

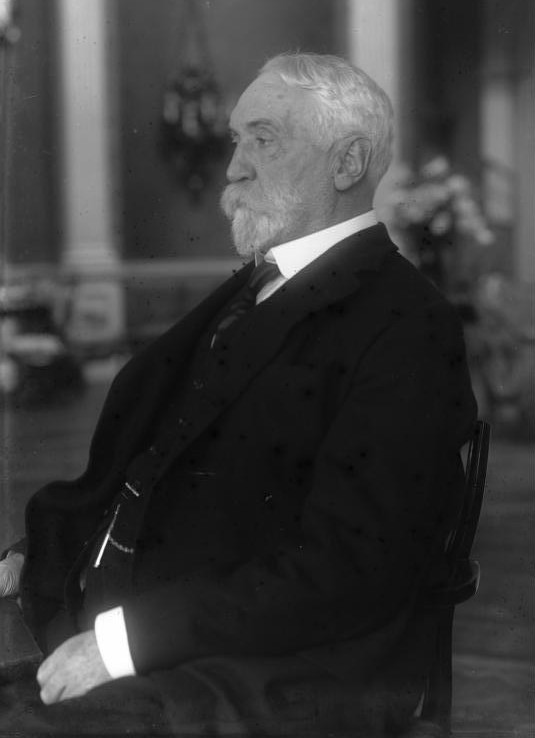
Thành viên Đảng Bảo thủ của Quốc hội cho Exeter, Edgar Vincent, Tử tước thứ nhất D'Abernon, là chủ tịch thứ hai của câu lạc bộ

† biểu thị thời gian là đồng chủ tịch
1. ↑  Geller was formally elected as co-chairman with Russell at a board meeting on ngày 21 tháng 5 năm 2002. However, he was never officially registered, even as a director.[131]

## Danh hiệu và thành tích

### League
- Football League Third Division South / League One (cấp độ 3)
  - Á quân (1): 1932-33 - Vị trí cao nhất của Exeter
- Football League Fourth Division / League Two (cấp độ 4)
  - Vô địch (1): 1989-90
  - Thăng hạng ở vị trí thứ 2 (2): 1976-77, 2008-09
  - Thăng hạng ở vị trí thứ 4 (1): 1963-64
- Conference National
  - Thắng play-off (1): 2007-08
  - Chung kết play-off (1): 2006-07

### Cúp và Danh hiệu
- Cúp FA
  - Tứ kết (2): 1930-31, 1980-81
- Football League Third Division South Cup
  - Vô địch (1): 1933-34
- Football League Trophy
  - Chung kết phía Nam (3): 1992-93, 1999-2000,[132] 2010-11

### Non-league
- FA Trophy
  - Bán kết (1): 2005-06
- Devon St. Luke's Challenge Cup
  - Vô địch (22): 1925-26, 1926-27, 1927-28, 1953-54, 1958-59, 1960-61, 1961-62, 1962-63, 1963-64, 1964-65, 1967-68, 1973-74, 1984-85, 1985-86, 1986-87, 1996-97, 1997-98, 2001-02, 2003-04, 2004-05, 2008-09, 2018-19.[133]
- East Devon Senior Cup
  - Vô địch (3): 1953-54, 1980-81, 1981-82[134]
  - Á quân (1): 1903-04 - với tên gọi St. Sidwell's United
- Trowbridge Charity Cup
  - Vô địch (1): 1927-28[135]
- Hospital Cup
  - Vô địch (1): 1969-70
- Bill Slee Cup
  - Vô địch (1): 1985-86[136]
- Brian Lomax Supporters Direct Cup
  - Vô địch (1): 2017-18

### Kỉ lục câu lạc bộ
- Trận thắng đậm nhất giải quốc nội[137]
  - 8-1 v. Coventry City, 1926
  - 8-1 v. Aldershot, 1935 (tỉ số ở hiệp một là 0-0 trước Aldershot).
- Trận thắng đậm nhất tại Cúp FA - 14-0 v. Weymouth, 1908.
- Trận thua đậm nhất giải quốc nội[137]
  - 0-9 vs. Notts County, 1948
  - 0-9 vs. Northampton Town, 1958.
- Kỉ lục số khán giả sân nhà[138] - 20,984 vs. Sunderland,  đá lại Vòng Sáu Cúp FA, 1931.
- Kỉ lục số khán giả sân khách[138] - 67,551 vs. Manchester United tại Old Trafford, Vòng Ba Cúp FA, 2005
- Số trận thắng sân khách trong một mùa giải nhiều nhất[139] - 13 chiến thắng (trong 23 trận) mùa giải 2016-17.